# Asma Niang
Asma Niang (en árabe: أسماء نيانغ‎; París, Francia, 4 de enero de 1983) es una deportista marroquí que compitió en judo. Ganó nueve medallas en el Campeonato Africano de Judo entre los años 2012 y 2024.

## Palmarés internacional
| Campeonato Africano | Campeonato Africano       | Campeonato Africano | Campeonato Africano |
| Año                 | Lugar                     | Medalla             | Categoría           |
| ------------------- | ------------------------- | ------------------- | ------------------- |
| 2012                | Agadir (Marruecos)        | Medalla de bronce   | –70 kg              |
| 2013                | Maputo (Mozambique)       | Medalla de oro      | –70 kg              |
| 2014                | Puerto Louis (Mauricio)   | Medalla de bronce   | –70 kg              |
| 2015                | Libreville (Gabón)        | Medalla de plata    | –70 kg              |
| 2016                | Túnez (Túnez)             | Medalla de oro      | –70 kg              |
| 2017                | Antananarivo (Madagascar) | Medalla de oro      | –70 kg              |
| 2018                | Túnez (Túnez)             | Medalla de oro      | –70 kg              |
| 2020                | Antananarivo (Madagascar) | Medalla de oro      | –70 kg              |
| 2024                | El Cairo (Egipto)         | Medalla de plata    | –70 kg              |